# Ljungandalsvägen
Ljungandalsvägen är en 47 kilometer lång turistväg i Ljungandalen. Vägen går parallellt med E14 hela vägen mellan Stöde i Sundsvall och Borgsjöbyn i Ånge. Vägen går längs älven Ljungan.
Några sevärdheter som ligger längs Ljungandalsvägen är:
- Sveriges geografiska mittpunkt
- Spaderesset, som trots försök att ta bort det återkommer om och om igen på en gravsten på Torps kyrka, Medelpad
- Vikbron, Sveriges längsta träbro.
- Jämtgaveln Naturreservat
- Rankleven Naturreservat
- Huberget i Stöde med hembygdsgård som varje år arrangerar Stöde Musikvecka
- Den Söta Synden, Ljungaverks gamla kyrka som gjorts om till kafé.
- Getberget
- Torps Hembygdsgård i Fränsta
- Borgsjö kyrka
- Borgsjö Hembygdsgård i Borgsjöbyn
- Borgsjö Skans och S:t Olofs källa

Längs långa delar av Ljungandalsvägen går också St Olavsleden, en historisk pilgrimsled som utsågs till "Cultural Route of the Council of Europe" 2010.